# Starovodský rybník
Starovodský rybník je rybník o rozloze 2,15 ha nalézající se na katastru obce Chudeřice v okrese Hradec Králové. Rybník je napájen Starovodským potokem a leží asi 1 km jihozápadně od centra obce Chudeřice.
Rybník byl v roce 2012 odbahněn a v současnosti je využíván pro chov ryb.

## Galerie

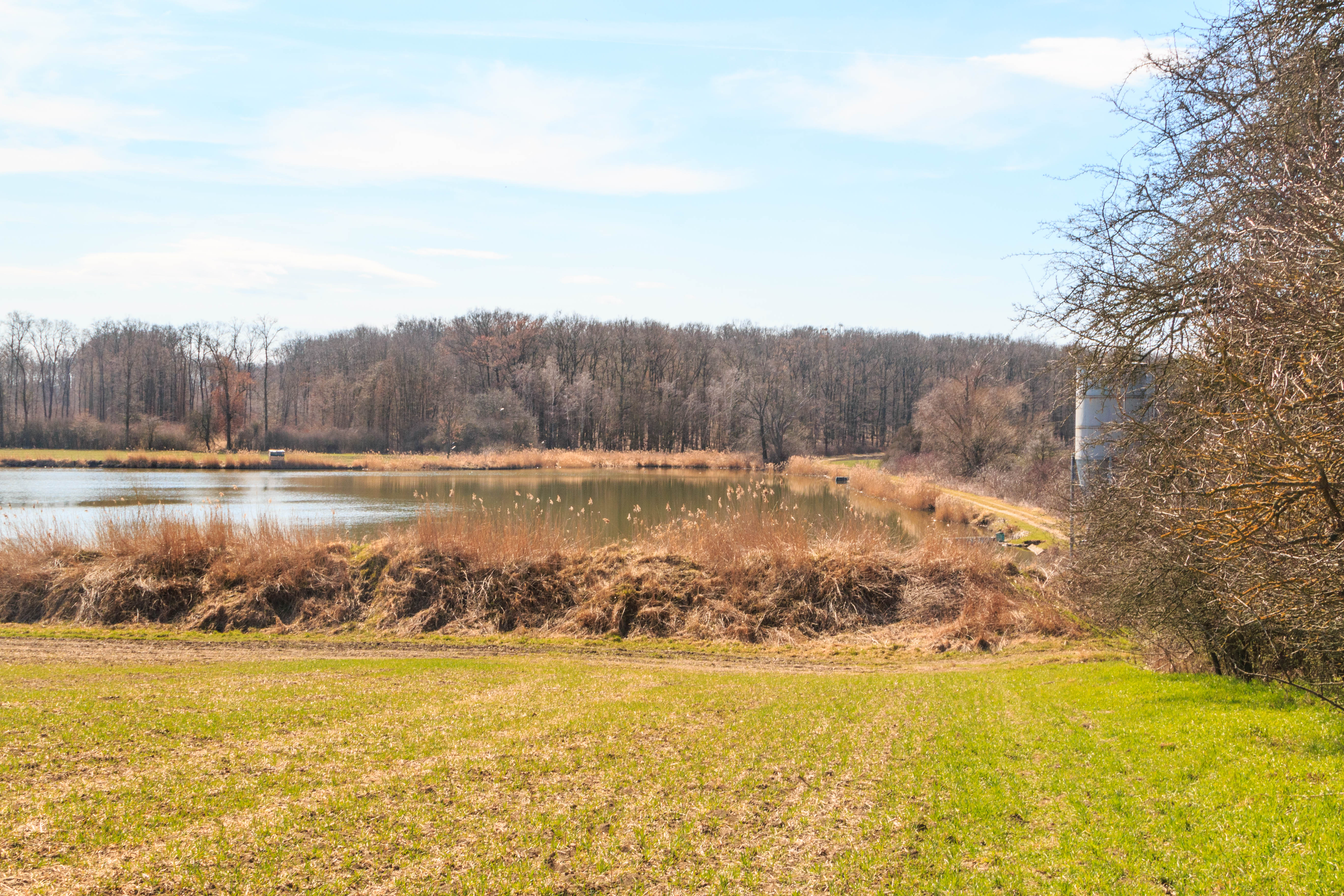
Starovodský rybník u Chudeřic
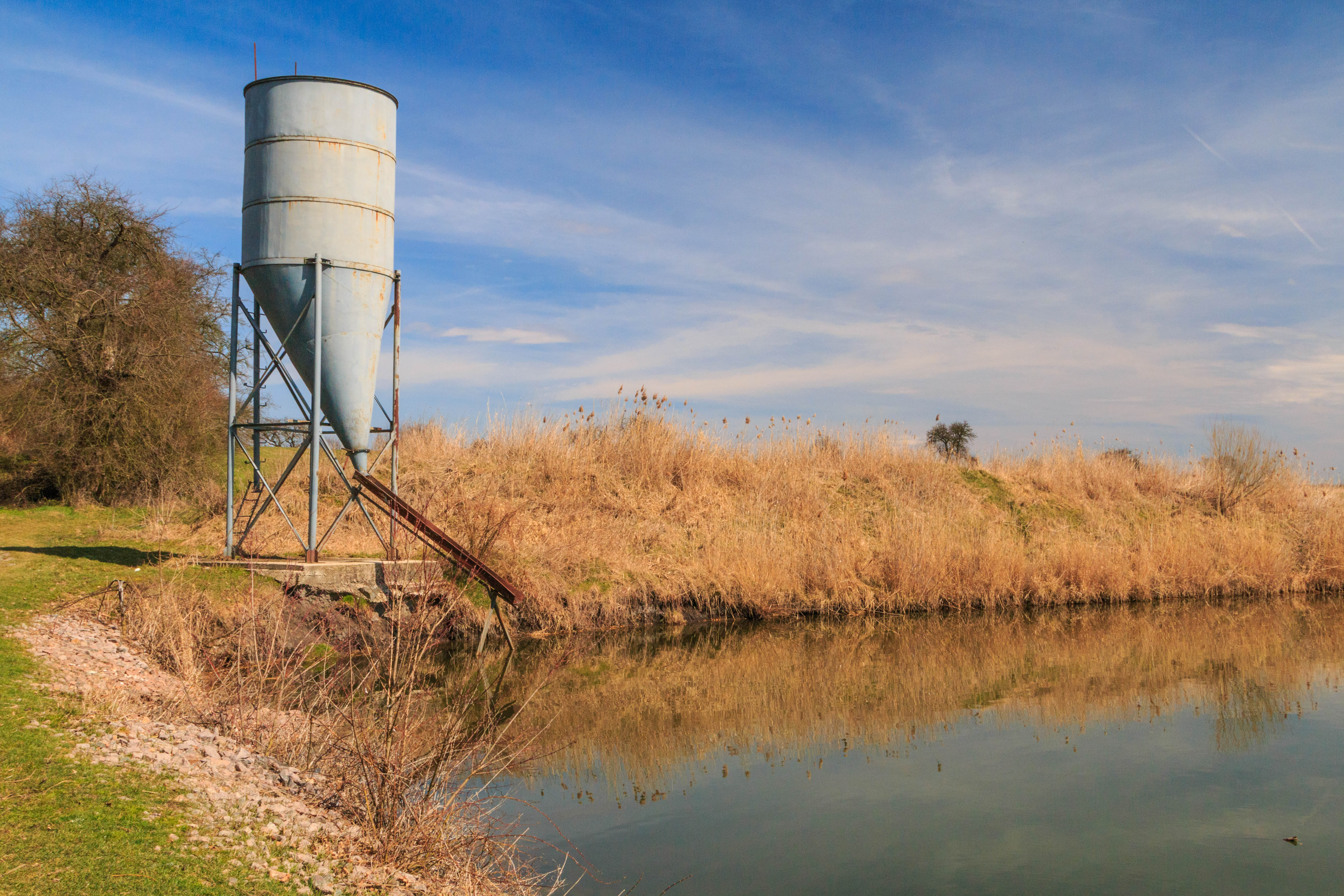
Starovodský rybník u Chudeřic
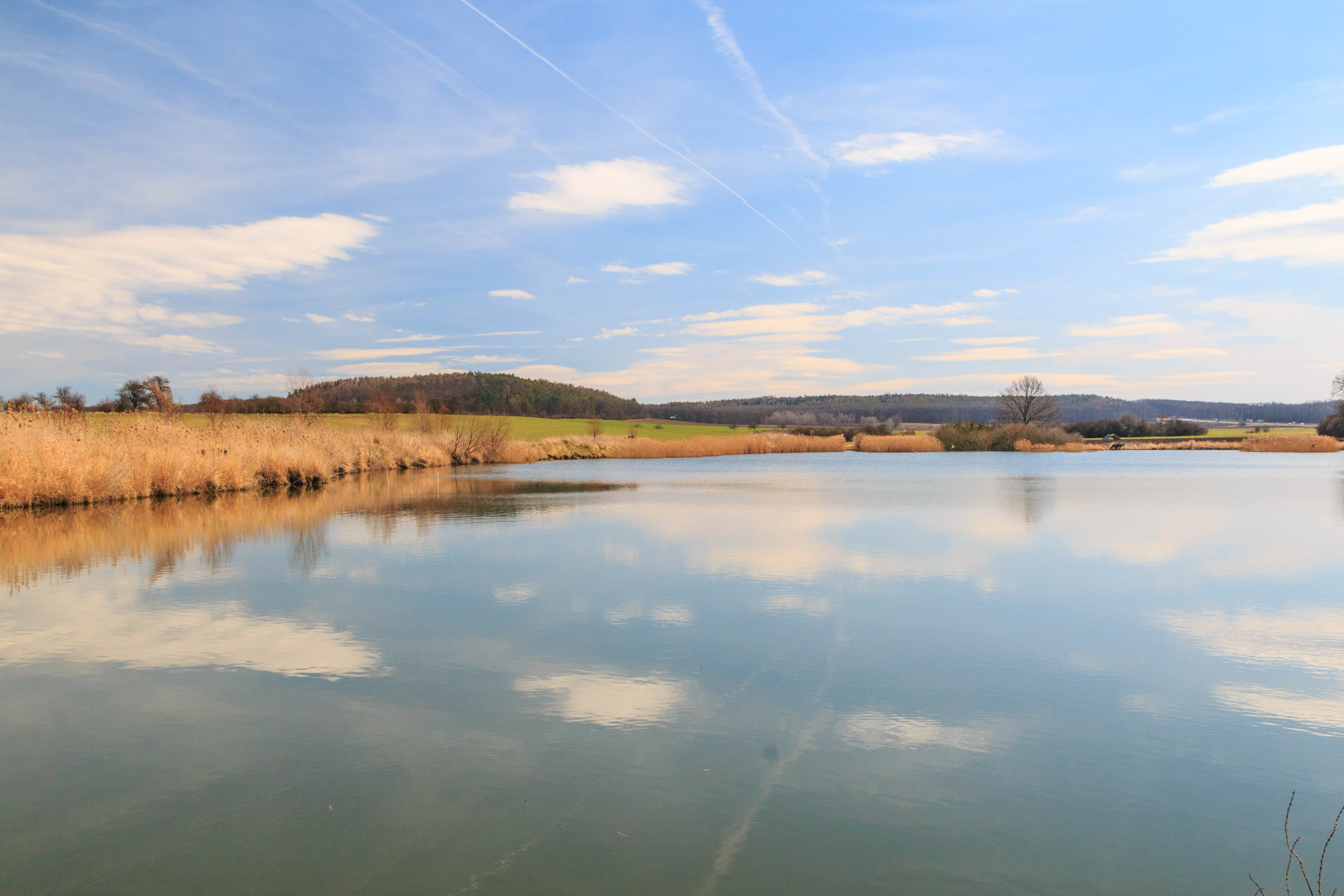
Starovodský rybník u Chudeřic
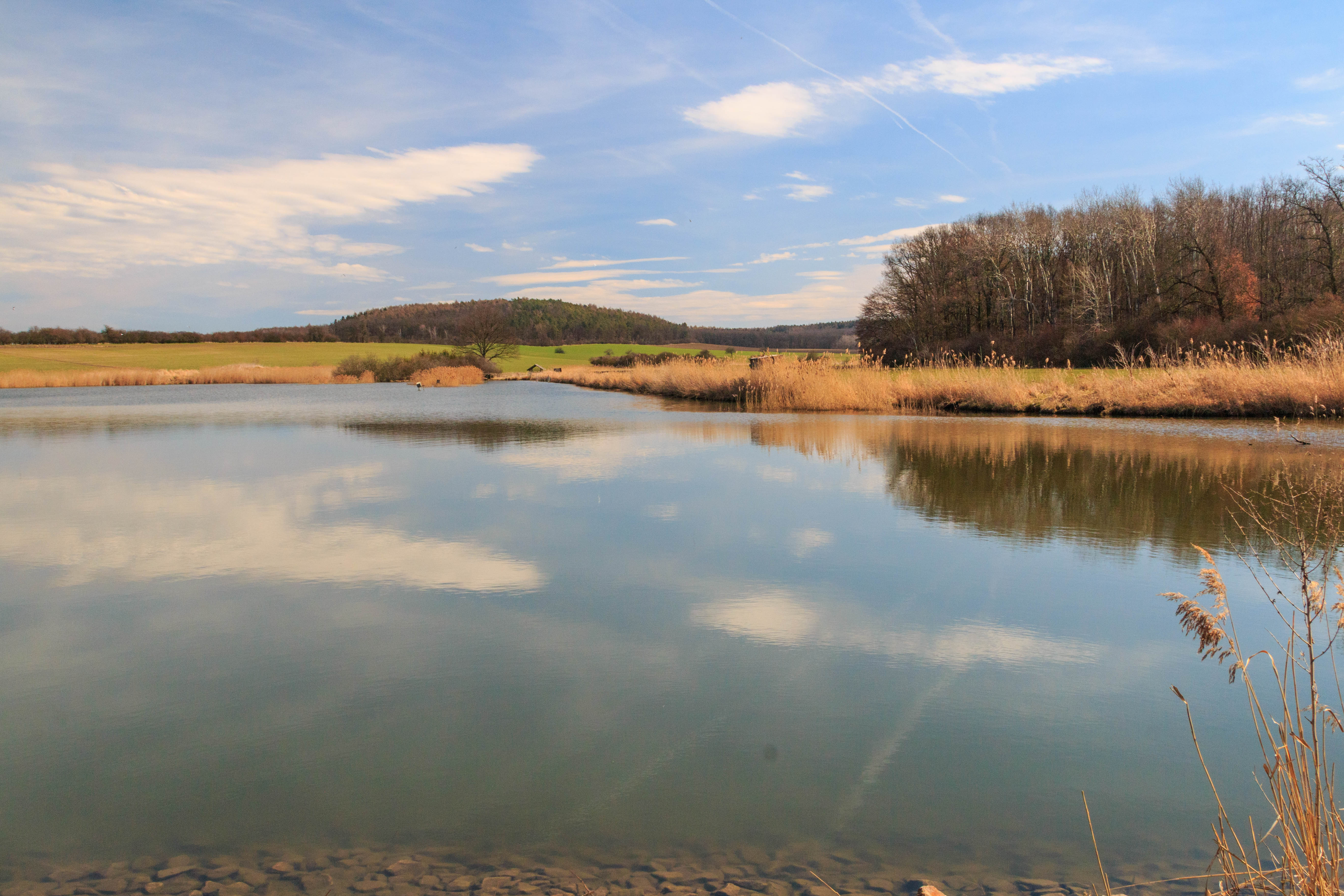
Starovodský rybník u Chudeřic